# Adam Frost
Adam Nicholas Frost (* 23. Februar 1978 in Vancouver) ist ein kanadischer Schauspieler.
Adam Frost wurde in Vancouver geboren und wuchs auch dort auf. Seine schauspielerischen Fähigkeiten entdeckte er mit etwa 13 Jahren, als er für einen Freund ein Erlebnis nachspielte.
Frost zog eine Weile später nach Montreal, wo er anfing richtig zu schauspielern. 2001 spielte er eine der Hauptrollen (Ted Ogilvy) in der kurzlebigen Fernsehserie American High – Hier steigt die Party!.
Im Mai 2007 war Frost im Comedystück The Hot L Baltimore von Lanford Wilson am Pierson Playhouse in Pacific Palisades zu sehen.

## Filmografie
- 1995: Thomas
- 1998: Emily of New Moon
- 1999: Zurück nach Sherwood Forest (Back to Sherwood)
- 1999: Nightmare Man
- 2000: Live Through This
- 2001: Heimlicher Pakt (The Secret Pact)
- 2001: American High – Hier steigt die Party! (The Sausage Factory)
- 2003: Word of Honor
- 2004: It Must Be Love
- 2004: Ein anderer Frieden (A Separate Peace)
- 2005: A Stranger Here Myself (außerdem Drehbuchautor und Regisseur)
- 2005: Sombre Zombie
- 2005: Feuerhölle (Descent)
- 2006: You Are Here
- 2008: Extreme Movie

### Gastauftritte
- 1997: Student Bodies, Folge 1.06
- 1997/1998: Was ist los mit Alex Mack (The Secret World of Alex Mack), Folgen 3.21 und 4.19
- 2000: Grusel, Grauen, Gänsehaut (Are You Afraid of the Dark?), Folge 2.10
- 2003: Doc, Folge 4.08
- 2004: The Mountain, Folge 1.01